# Хесус Ландабуру
Хесус Ландабуру (ісп. Jesús Landáburu, нар. 24 січня 1955, Гуардо) — іспанський футболіст, що грав на позиції півзахисника.
Виступав, зокрема, за клуб «Атлетіко», а також національну збірну Іспанії.
Дворазовий володар Кубка Іспанії з футболу. Володар Суперкубка Іспанії з футболу. Володар Кубка Кубків УЄФА. 

## Клубна кар'єра
Народився 24 січня 1955 року в місті Гуардо. Вихованець футбольної школи клубу «Реал Вальядолід». Дорослу футбольну кар'єру розпочав 1972 року в основній команді того ж клубу, в якій провів п'ять сезонів, взявши участь у 146 матчах чемпіонату. 
Згодом з 1977 по 1982 рік грав у складі команд клубів «Райо Вальєкано» та «Барселона». Протягом цих років виборов титул володаря Кубка Іспанії з футболу, ставав володарем Кубка Кубків УЄФА.
У 1979 році перейшов до клубу «Атлетіко», за який відіграв 9 сезонів. Більшість часу, проведеного у складі «Атлетіко», був основним гравцем команди. За цей час додав до переліку своїх трофеїв ще один титул володаря Кубка Іспанії з футболу, ставав володарем Суперкубка Іспанії з футболу. Завершив професійну кар'єру футболіста виступами за команду «Атлетіко» (Мадрид) у 1988 році.

## Виступи за збірні
У 1979 році захищав кольори олімпійської збірної Іспанії. У складі цієї команди провів 3 матчі, забив 1 гол.
У 1980 році провів одну гру у складі національної збірної Іспанії.

## Титули і досягнення
- Володар Кубка Іспанії з футболу (2):

«Барселона»:  1980–81
«Атлетіко»:  1984–85
- Володар Суперкубка Іспанії з футболу (1):

«Атлетіко»:  1985
- Володар Кубка Кубків УЄФА (1):

«Барселона»:  1981–82

## Статистика
Статистика клубних виступів:
| Турнір                  | «Вальядолід» | «Вальядолід» | «Райо» | «Райо» | «Барселона» | «Барселона» | «Атлетіко» | «Атлетіко» | Всього | Всього |
| Турнір                  | І            | Г            | І      | Г      | І           | Г           | І          | Г          | І      | Г      |
| ----------------------- | ------------ | ------------ | ------ | ------ | ----------- | ----------- | ---------- | ---------- | ------ | ------ |
| Кубок кубків            | —            | —            | —      | —      | 6           | 1           | 9          | 1          | 15     | 2      |
| Кубок УЄФА              | —            | —            | —      | —      | 2           | 1           | 8          | 0          | 10     | 1      |
| Суперкубок Європи       | —            | —            | —      | —      | 1           | 0           | —          | —          | 1      | 0      |
| Чемпіонат Іспанії       | —            | —            | 66     | 13     | 61          | 13          | 205        | 28         | 332    | 54     |
| Чемпіонат Іспанії (Д-2) | 146          | 35           | —      | —      | —           | —           | —          | —          | 146    | 35     |
| Кубок Іспанії           | 10           | 4            |        |        |             |             |            |            | 10     | 4      |
| Кубок ліги              | —            | —            | —      | —      | —           | —           | 31         | 5          | 31     | 5      |
| Суперкубок Іспанії      | —            | —            | —      | —      | —           | —           | 2          | 0          | 2      | 0      |
| Всього                  | 156          | 39           | 66     | 13     | 70          | 15          | 255        | 34         | 547    | 101    |